# Meike de Nooy
Meike de Nooy (Eindhoven, 2 de maio de 1983) é uma jogadora de polo aquático holandesa, campeã olímpica.

## Carreira
Meike de Nooy fez parte do elenco medalha de ouro de Pequim 2008.